# アミケリン
アミケリン(Amikhelline)は、抗有糸分裂薬である。この物質は、DNAにインターカレーションし、DNAポリメラーゼの働きを阻害する。